# Život na sjeveru
Život na sjeveru (eng. Northern Exposure) američka je dramska televizijska serija koja se od 1990. do 1995. prikazivala na CBS-u.
Serija je tijekom petogodišnjeg emitiranja zaradila 57 nominacija za razne nagrade te osvojila njih 27, uključujući tri Emmyja i dva Zlatna globusa. 1992. je osvojila Primetime Emmy za najbolju dramsku seriju.
Serija je nastala u produkciji Brand-Falsey Productions, a istaknula se dvjema Peabody nagradama 1991. i 1992. za  "prikaz kulturnog sukoba njujorškog liječnika i građana izmišljenog Cicelyja na Aljaski na humorističan, ponekad i poetičan način" i za svoje priče o tome kako "ljudi raznolikih pozadina i iskustava teže prihvaćanju svojih razlika i koegzistenciji." Većinu zapleta serije pokreću likovi, a radnja se vrti oko ekscentričnosti građana. Kritičar John Leonard nazvao je Život na sjeveru "najboljom televizijskom serijom u posljednjih 10 godina."
Serija se 1990. na CBS-u počela prikazivati kao 8-epizodna ljetna zamjena. U proljeće 1991. emitirano je još sedam epizoda, a u sezonama 1991. – 92., 1992. – 93. i 1993. – 94. postala je standardni dio programa mreže; tijekom te tri sezone bila je jedna od deset najgledanijih. U svojoj posljednjoj sezoni, 1994. – 95., gledanost je naglo opala, a CBS je počeo prikazivati druge emisije. Producirano je ukupno 110 epizoda.

## Sadržaj i kulturne reference
Osnovni zaplet je vrlo jednostavan: neurotični njujorški liječnik židovskog porijekla, Joel Fleischman, vezan ugovorom o financiranju studija koji je potpisao sa saveznom državom Aljaskom, mora poslije završetka školovanja "odraditi" 4 godine medicinske prakse, i to ne u nekom gradskom aljaskom središtu, nego u Cicelyju, maloj naseobini (oko 800 stanovnika) u planinskoj zabiti.
Neke su od značajki serije humor, katkad satirički i zajedljiv, katkad samilostan; obilje referenci na američku i svjetsku kulturu, od trivijalne do "visoke" (od Prousta i Shakespearea do MacArthura i rock kulture); pristup koji je inkorporirao elemente iz suvremene književnosti magičnog realizma kao i fantazijsku zaigranost (u jednoj se epizodi kao lik pojavljuje Franz Kafka); te, ponajviše, spiritualno-mudrosni odnos prema životu prožet svjetonazorom Junga i Campbella (pa i New Age figura poput Carlosa Castanede).
Glavni su tvorci serije pohađali kalifornijski institut Esalen, a i školovani su u klasičnoj književnosti, napose ruskoj. Time je serija dobila jedinstveni okus mudrosno-meditativnoga, fantazijski-nadrealnog, drastično-satiričnoga i toplo ljudskoga prikaza općeljudske sudbine, danog kroz optiku doživljaja u imaginarnom mjestašcu situiranom negdje u aljasčanskoj zabiti.

## Autori
Glavni producenti su Joshua Brand i John Falsey, dok je tekstualni sadržaj oblikovao niz scenarista, među kojima su se isticali Andrew Schneider i Diane Frolov, David Chase i Bob Egan. Prvotno su autori (Brand i Falsey) došli na ideju da kreiraju seriju o nesretnom doktoru u močvarama Louisiane, okruženom aligatorima i čudnim potomcima francuskih došljaka, no ubrzo su shvatili da bi takav scenarij bio odveć pitom i romantičan, stoga priču sele u brutalnije krajeve Aljaske, među sobove i jelene.

## Glumci
- Rob Morrow kao Joel Fleischman, protagonist većeg dijela serije. Joel je liječnik iz New York Cityja, diplomac s medicinskog fakulteta. Stiže u zabačeni grad Cicely na Aljaski, ugovorno vezan da obavlja praksu četiri godine kako bi otplatio studentski kredit koji mu je država omogućila.
- Barry Corbin kao Maurice Minnifield, bivši astronaut i uspješni biznismen. Maurice je vlasnik lokalne radijske postaje KBHR i novina te 62 km2 zemlje za koju se nada kako će je razviti. Odlučan u namjeri da od malog Cicelyja učini atraktivnu lokaciju, Maurice sređuje da dovede Joela u grad.
- Janine Turner kao Maggie O'Connell, profesionalna pilotkinja, koja s Joelom ubrzo razvija odnos koji varira između ljubavi i mržnje. Seksualna tenzija između njih dvoje česti je povod sukoba.
- John Cullum kao Holling Vincoeur, šezdesetogodišnji vlasnik bara i restorana Brick. On i Maurice jedno su vrijeme bili najbolji prijatelji, a zatim je odnos zahladio jer je obojicu privukla Shelly Tambo, mlada djevojka.
- Cynthia Geary kao Shelly Tambo. Shelly je konobarica u Bricku, gdje živi s Hollingom. U Cicely ju je doveo Maurice, koji se nadao da će je oženiti. Uloga Shelly bila je namijenjena Indijanki, sve dok se na audiciji nije pojavila Geary.[6]
- John Corbett kao Chris Stevens, bivši zatvorenik koji radi kao DJ na KBHR-u. Između pjesama, Chris komentira događaje u Cicelyju i filozofske teme.
- Darren E. Burrows kao Ed Chigliak, na pola Indijanac kojeg su po rođenju napustili roditelji, a odgojili lokalni Tlingiti. Nesmotreni Ed obavlja čudne poslove za Mauricea i honorarno radi u lokalnoj trgovini mješovite robe. Filmski zaljubljenik koji se nada da će postati redatelj, Ed je sve što zna o svijetu i vanjskom svijetu naučio iz filmova.
- Peg Phillips kao Ruth-Anne Miller, razborita vlasnica trgovine mješovite robe. Preselila se u Cicely prije trideset godina. Udovica je i živi sama sve do pred kraj serije, kad se upušta u vezu s Waltom Kupferom, traperom i umirovljenim burzovnim mešetarom.
- Elaine Miles kao Marilyn Whirlwind, Joelova recepcionarka, stoička Indijanka. Marilyn gotovo nikad ne progovara, za razliku od svog raspričanog šefa.

U posljednjoj sezoni serije uvedeni su novi likovi:
- Paul Provenza kao Phil Capra, gradski liječnik koji mijenja Fleischmana.
- Teri Polo kao Michelle Schowdowski Capra, Philova žena. Radi kao reporterka za Mauriceove novine.

## Kraj
Zbog teške produkcije Davida Chasea i CBS-ova mijenjanja termina, serija je u sezoni 1994. – 95. počela gubiti na gledanosti. Neobjašnjivi potezi likova, manjak sukoba koji su obilježili Fleischmanovu eru, te odlazak Morrowa, rezultirali su ozbiljnim padom gledanosti serije.
U svojoj originalnoj koncepciji, Život na sjeveru zamišljen je kao serija o Joelu Fleischmanu, s pričama koje se vrte oko teškoća s prilagođavanjem Aljaski i njegova toplo-hladnog odnosa s Maggie O'Connell. U skladu s originalnom vizijom, Morrow je bio naveden kao prvi glumac na uvodnoj špici i tako označen kao "zvijezda" serije.
Iako to isprva nije bilo tako zamišljeno, Život na sjeveru je postao hit, a manji likovi kao što su Chris, Ed, Holling i Shelly te Ruth-Anne (zajedno s novoosmišljenim likovima kao što su Adam i Eve, Barbara Semanski i Bernard) postali su dio snažnog glumačkog ansambla, potkopavajući na taj način Morrowov status "zvijezde" serije, baš onda kad je serija dosegnula nepredviđene visine.
Morrow i njegovi zastupnici proveli su većinu 4. i 5. sezone pokušavajući postići sporazum o poboljšanom ugovoru i povremeno prijetili napuštanjem serije. Producenti su odgovorili smanjivanjem Fleischmanove uloge u pričama, te uvevši nove likove kao što su Mike Monroe (sezona 4) i Dr. Phil Capra (sezona 6) kako bi djelomično nadomjestili Morrowov izostanak. S njegovim nestalnim pojavljivanjem, nekoliko se zapleta koji uključuju Fleischmana nije moglo logički razriješiti.

## Produkcija
Za grad Cicely se javilo uvriježeno mišljenje kako je oblikovan po uzoru na grad Talkeetnu. Glavna ulica Cicelyja i lokacije snimanja pripadale su zapravo gradu Roslynu u državi Washington. Zbog toga u lokalu postoje brojni znakovi manjih pivovara sa sjeverozapadne strane Pacifika koje su sredinom devedestih bile relativno male i izvan užeg područja poznate samo pivskim entuzijastima.
Godišnje okupljanje obožavatelja serije, zvano Moosefest, održava se svake godine u Roslynu tijekom zadnjeg vikenda u srpnju. Na prijašnjim festivalima su se pojavili i neki članovi glumačke postave.
Prema The Northern Exposure Book, los iz uvodne špice nazvan je Mort, a dodijelilo ga je Sveučilište Države Washington, gdje je bio dio zatvorenog krda. Mort je bio siroče iz Aljaske te odgojen na boci. Kako bi snimili uvodnu sekvencu, ekipa je ogradila Roslyn, pustila ga da luta i mamila ga bananama i lišćem vrbe. Za Mortov je rad isplaćeno 5.000 dolara jer je "jedini zaposleni los u industriji."

## Nagrade
Tijekom svog prikazivanja, serija je nominirana za više od 50 Emmyja i nekoliko Zlatnih globusa. Osim toga, Joshua Brand i John Falsey su osvojili dvije Nagrade Peabody, 1991. i 1992., a potonju su podijelili s CBS-om i Finnegan-Pinchuk Company. Tijekom jednog od govora zahvale, Brand i Falsey rekli su da cijene nagrade za dramu, "ali to je komedija."

## Pogreške vezane za Aljasku
Za grad Cicely se ponekad kaže kako je u sastavu Okruga Arrowhead, iako Aljaska nema okruga. Država je podijeljena u gradske okruge te jedan Neorganizirani gradski okrug, pa se u nekim epizodama spominje kao "gradski okrug Okruga Arrowhead".
Kad su mu davali upute za izlazak iz grada, posjetitelju je rečeno da slijedi Glavnu ulicu do međudržavne ceste, iako Aljaska nema označenih međudržavnih autocesta. Nekoliko autocesta u Aljaski ima više od dva traka.
U jednoj epizodi Ed govori o zmijama. U Aljaski nema autohtonih zmija.

## Vanjske poveznice
- Život na sjeveru u internetskoj bazi filmova IMDb-a
- Fan stranica (engl.)
- Život na sjeveru na popcorn.hr